# Jan-Bart De Muelenaere

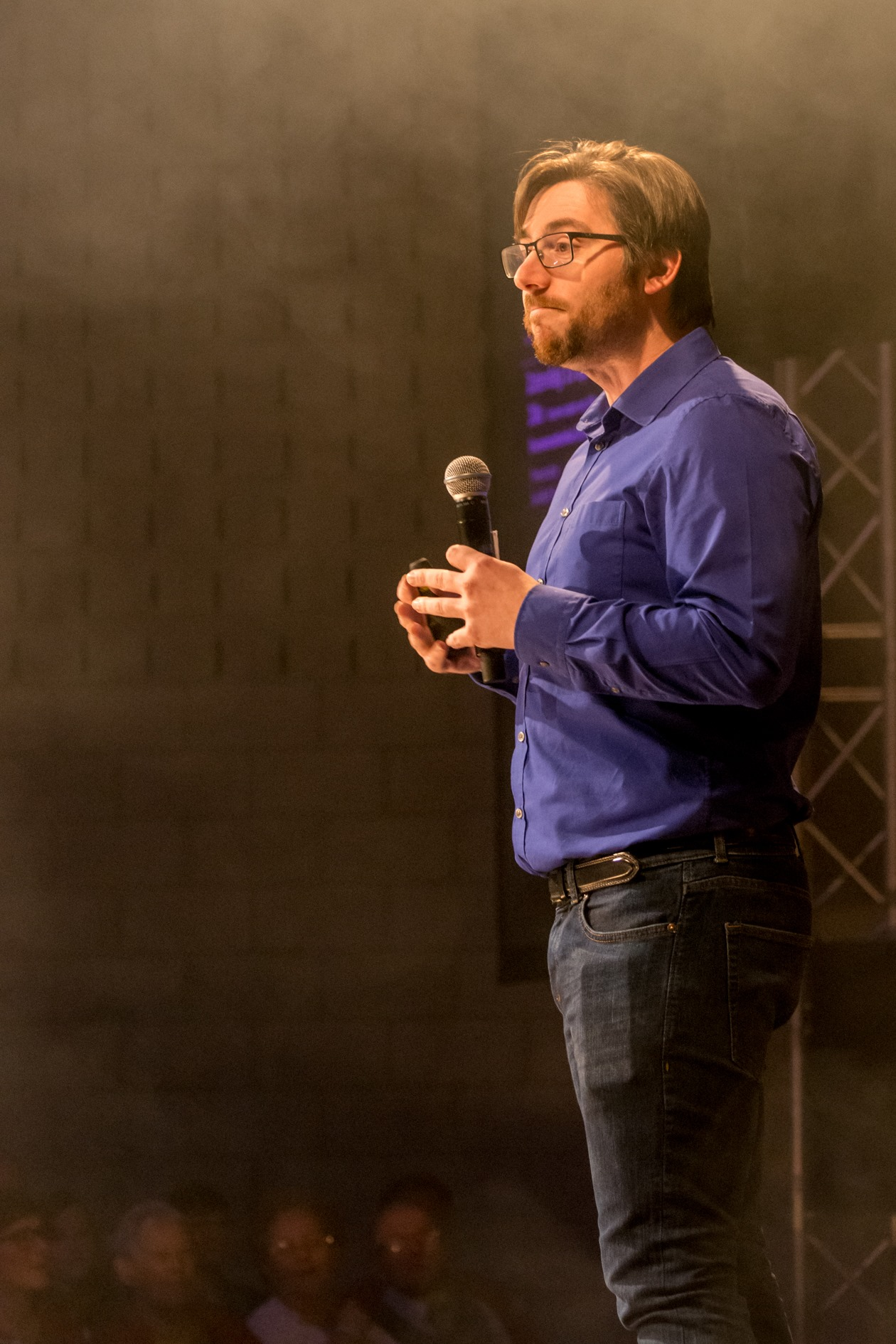
Jan-Bart De Muelenaere tijdens een optreden in 2017

Jan-Bart De Muelenaere (Roeselare, 29 september 1980) is een West-Vlaams komiek, cabaretier, acteur en publieksopwarmer.

## Biografie
De Muelenaere maakte zijn comedydebuut in 2007. Met zijn zesde optreden behaalde hij de overwinning op de West-Vlaamse Comedycup. Een maand later ontving hij de persprijs op de Nationale Comedycup te Meise. Sindsdien speelde hij het voorprogramma van heel wat bekende comedians. In 2015 maakte De Muelenaere zijn eerste avondvullende zaalshow Over leven in West-Vlaanderen.
De Muelenaere is ook actief in de improvisatiecomedywereld. Zo is hij vaste MC bij Improcessie en speler bij De Nonsens Alliantie.

## Radio & Televisie
De Muelenaere werkte mee als redacteur aan humorprogramma's zoals De Raadkamer (Radio 2), Joekes (Joe), De Kazakkendraaiers (Eén), De Slimste Mens ter Wereld (Vier) en De Vetste Vakantie (VTM). Als publieksopwarmer is hij vast gezicht bij onder andere Gert Late Night (Vier), sportuitzendingen bij Play Sports en De zevende dag (Eén) en Is er een dokter in de zaal? (Eén)

## Privé
Jan-Bart De Muelenaere is getrouwd en heeft 3 kinderen.